# Кізак
Кіза́к (рос. Кизак) — селище у складі Упоровського району Тюменської області, Росія.
Населення — 199 осіб (2010, 203 у 2002).
Національний склад станом на 2002 рік:
- росіяни — 92 %